# Telemecanique

Telemecanique wurde 1924 von Michel Le Gouellec als Unternehmen in Nanterre gegründet und 1994 in die Groupe Schneider überführt. Dort wird der Name als eine Kernmarke geführt, die auf die Automatisierung industrieller Prozesse spezialisiert ist. 2009 wurden ein Großteil der Telemecanique-Produkte und -Lösungen in das Portfolio von Schneider Electric integriert. Der Sensorikbereich wurde unter der Marke Telemecanique Sensors fortgeführt.

## Steuerung und Leistungsoptimierung von Maschinen und Prozessen
Bei Schneider Electric steht die Marke Telemecanique für die Automatisierung industrieller Prozesse. Sie deckt wichtige Funktionen für die Steuerung und Regelung von Prozessen ab:
- Die Erfassung der Daten erfolgt durch Sensoren am Ort ihrer Entstehung, also an der Anlage beziehungsweise der Maschine.
- Die Verarbeitung der Daten durch speicherprogrammierbare Steuerungen besteht darin, die von den Sensoren und Bediengeräten erfassten Daten zu verarbeiten. Im Programm der Steuerung sind Abläufe und Verriegelungen hinterlegt. Aus den Daten werden die für den nächsten Produktionsschritt notwendigen Aktionen ermittelt und an die Aktoren ausgegeben.
- Die Leistungssteuerung besteht darin, die von der Steuerung gegebenen Befehle auszuführen. So werden zum Beispiel Motoren gesteuert und vor Überlastung und Kurzschlüssen geschützt.
- Der Mensch-Maschine-Dialog gibt dem Benutzer die Möglichkeit, in den automatisierten Prozess einzugreifen. Von einfachen elektromechanischen Drucktastern und Meldeleuchten über Signalsäulen bis zu Bedienterminals und Visualisierungssystemen werden dem Bediener Instrumente zum Steuern und Konfigurieren seines Prozesses oder seiner Maschine zur Verfügung gestellt.

## Geschichte

### Gründung und Entwicklung
1924 kaufte Michel Le Gouellec die „Manufacture d’Appareillage Electrique“ in Nanterre. Der Firmenname wurde 1926 in „Télémécanique Electric“ geändert. 1929 und 1930 wurden zunächst Schütze mit Bemessungsströmen bis zu 320 Ampere, dann bis zu 1750 Ampere vorgestellt. Außerdem wurden 3000- und 5000-Volt-Schalter entwickelt.
Das Unternehmen expandierte und wies 1939 325 Beschäftigte sowie neun Tochtergesellschaften und Vertretungen außerhalb Frankreichs auf. Zehn Jahre später erreichte der Personalstand eine Höhe von 1200 Mitarbeitern. 1952 stellte Télémécanique auf der Hannovermesse aus. Daraufhin wurden Télémécanique-Produkte auf dem deutschen Markt eingeführt. 1953 wurden die vorgefertigten Stromverteilerschienen (heute Schienenverteiler nach DIN EN60439-1/-2) Canalis entwickelt. Die Expansion des Unternehmens setzte sich in den Jahren 1960 bis 1970 fort. Es wurden elf Tochtergesellschaften gegründet, unter anderem in Italien, Spanien, Großbritannien und den USA. In zwölf Fabrikationsstätten und den Tochtergesellschaften arbeiteten mittlerweile 4000 Personen. Des Weiteren hatte Télémécanique 240 Vertriebspartner. 1964 wurde die Schützreihe B bis zu 20 Ampere vorgestellt, ein Jahr später der Schütz bis 40 Ampere.
Weitere wichtige Entwicklungen waren die Einführung des Frequenzumrichters Altivar und der speicherprogrammierbaren Steuerung TSX, beides 1980. 1983 wurde das neue Konzept des Hochleistungsschütz Integral 32 eingeführt.
1988 hatte das Unternehmen 14.500 Mitarbeiter, 32 Filialen außerhalb Frankreichs und einen Umsatz von 1,2 Milliarden Euro.

### Weiterführung bei Schneider Electric
1988 wurde Télémécanique von Schneider übernommen und 1994 in die Groupe Schneider integriert. Ab 1999 wurde der Name Telemecanique als eine der drei Kernmarken von Schneider Electric SA weitergeführt. Dort steht die Marke Telemecanique für das Fachgebiet der Steuerung und Leistungsoptimierung von Maschinen und Prozessen. 2009 wurde der Markenname Telemecanique zusammen mit Merlin Gerin vollständig in Schneider Electric integriert, lediglich der Sensorik-Bereich wurde unter Telemecanique Sensors weitergeführt.